# Pederpes
Pederpes es un género extinto de tetrápodos del Carbonífero, que datan del Tournaisiense (Misisípico Inferior, desde 359 a 345 millones de años). Pederpes tiene una especie, Pederpes finneyae de 1 m de longitud.
Este tetrápodo basal del Carbonífero tenía una cabeza grande, algo triangular, similar al género americano relacionado Whatcheeria, del que se distingue por varias características del esqueleto, como una proyección ósea en la inserción del músculo dorsal ancho en el húmero y varias características del cráneo de menor importancia. Los pies tenían características que los distinguen de los miembros en forma de remo de las especies del Devónico y se parecían más a los pies de las formas de vida, que más tarde se adaptaron a la superficie terrestre en el Carbonífero. Pederpes es el tetrápodo más antiguo conocido que demuestra los inicios de la locomoción en tierra y a pesar de la probable presencia de un sexto dígito en las extremidades anteriores, eran por lo menos funcionalmente pentadáctilos.

## Descubrimiento y clasificación
Pederpes fue descubierto en 1971 en Escocia central y clasificado como un pez de aletas lobuladas. Sus fósiles se encontraron en la Formación Ballagan. El espécimen hallado es un esqueleto articulado casi completo al que solo le faltaba la cola y algunos huesos del cráneo y las extremidades. No fue, sino hasta 2002 que Jennifer Clack nombró y reclasificó los fósiles como tetrápodos primitivos.
Pederpes se ubica en la familia Whatcheeriidae, relacionada de forma poco clara con las demás familias de tetrápodos. Bajo la Cladística moderna, Pederpes no se considera un anfibio, en lugar de ello se considera un tetrápodo muy primitivo.
Pederpes es un fósil importante porque proviene del periodo de tiempo conocido como Brecha de Romer y proporciona información biológica, acerca del desarrollo de los tetrápodos en una época donde la vida terrestre era escasa.

## Anatomía y estilo de vida
Pederpes medía 1 metro de longitud, siendo el tamaño promedio de los primeros tetrápodos. La forma del cráneo y el hecho que las plantas de los pies apuntaran hacia adelante, más que hacia los lados indican que Pederpes estaba bien adaptado a la vida terrestre. 
Actualmente es el animal terrestre más antiguo que se conoce, sin embargo la estructura auditiva, muestra que su oído era mucho más funcional bajo el agua que en la tierra, y que pudo haber pasado mucho de su tiempo en el medio acuático y pudo haber cazado allí.
El cráneo estrecho sugiere que Pederpes respiraba por medio de inhalación mediante una acción muscular como los tetrápodos más modernos, en lugar de bombear aire hacia los pulmones con una bolsa faríngea como lo hacen los anfibios modernos.